# Sofia Jannok
Brita Maret Sofia Jannok (født 15. september 1982) er en samisk artist, sanger, sangskriver og renejer fra Gällivare i det nordlige Lappland. Jannok har siden 2011 boet i dels Umeå, dels i Rävudden, Luokta-Mávas sameby. Sofia Jannoks popmusik har en blanding af forskellige musikalske præg, som viser, jazz og joik. Hun synger oftest på nordsamisk og skriver også sine sange på både svensk og engelsk.

## Sangkarriere
Sofia Jannok indgik tidligere sammen med Anna Kärrstedt i duoen Sofia och Anna. Hun optrådte i den forbindelse i Melodifestivalen 2009 med Waterloo på samisk ("Čáhcceloo"). Den 30. juni 2009 var un sommerjockey i Sveriges Radio P1,og dagen efter, den 1. juli, medvirkede hun i SVT's program fra Skansen i Stockholm om indvielsen af Sveriges EU-formandskab. Ved Riksmötets öppnande i Riksdagshuset i Stockholm 15. september 2009 fremførte hun "Samelands vidder". Tilsammen med Mariela Idivuoma var hun programleder ved musikfestivalen Liet-Lávlut 2006. Jannok leddede programserien Mailbmi – små folk stor musik i Sveriges Radio P2. Den 23.–30. maj 2010 optrådte Jannok i Kina på expoer, barer og klubber, bland andet i Shanghai og Beijing samt den 4.–5. juni 2010 deltog Jannok i Talvatisfestivalen i Jokkmokk. Sofia Jannok er to gange nomineret til Grammis.

## Aktivist
Gennem sin offentlige person har hun flere gange markeret sig på de sociale medier i forhold til minedrift i Sameland, samt været miljøaktivist i forskellige forskellige andre sammenhænge.. Deltog i klimatkonferencen COP 21, Paris 2015, både gennem officielle anliggender og demonstrationer.
Under en indvielse af Kulturhovedstadsåret i Umeå 2014 (samiske tidlige forår) gennemførte Jannok en antiracistisk appel sammen med Cleo og Kristin Amparo.

## Priser og udmærkelser (urval)
- 2006 – Norrbottens läns landstings Rubus arcticus
- 2006 – Gevalias musikpris
- 2007 – Prins Eugens Kulturpris
- 2008 – SKAP-stipendium

## Diskografi (album)
- 2007 – White/Čeaskat
- 2009 – Áššogáttis (By the Embers)
- 2013 – Áhpi – Wide as Oceans
- 2016 – ORDA – This is my land